# Менцина-Мала
Менци́на-Ма́ла (пол.  Męcina Mała) — село в Польше, находящееся на территории гмины Сенкова Горлицкого повета Малопольского воеводства.

## География
Село находится в 4 км от административного центра Сенкова, 7 км от города Горлице и 106 км от Кракова.

## История
С 1975 по 1998 год село входило в Новосонченское воеводство.

## Источник
- Męcina Mała, Słownik geograficzny Królestwa Polskiego i innych krajów słowiańskich